# L'impareggiabile giudice Franklin

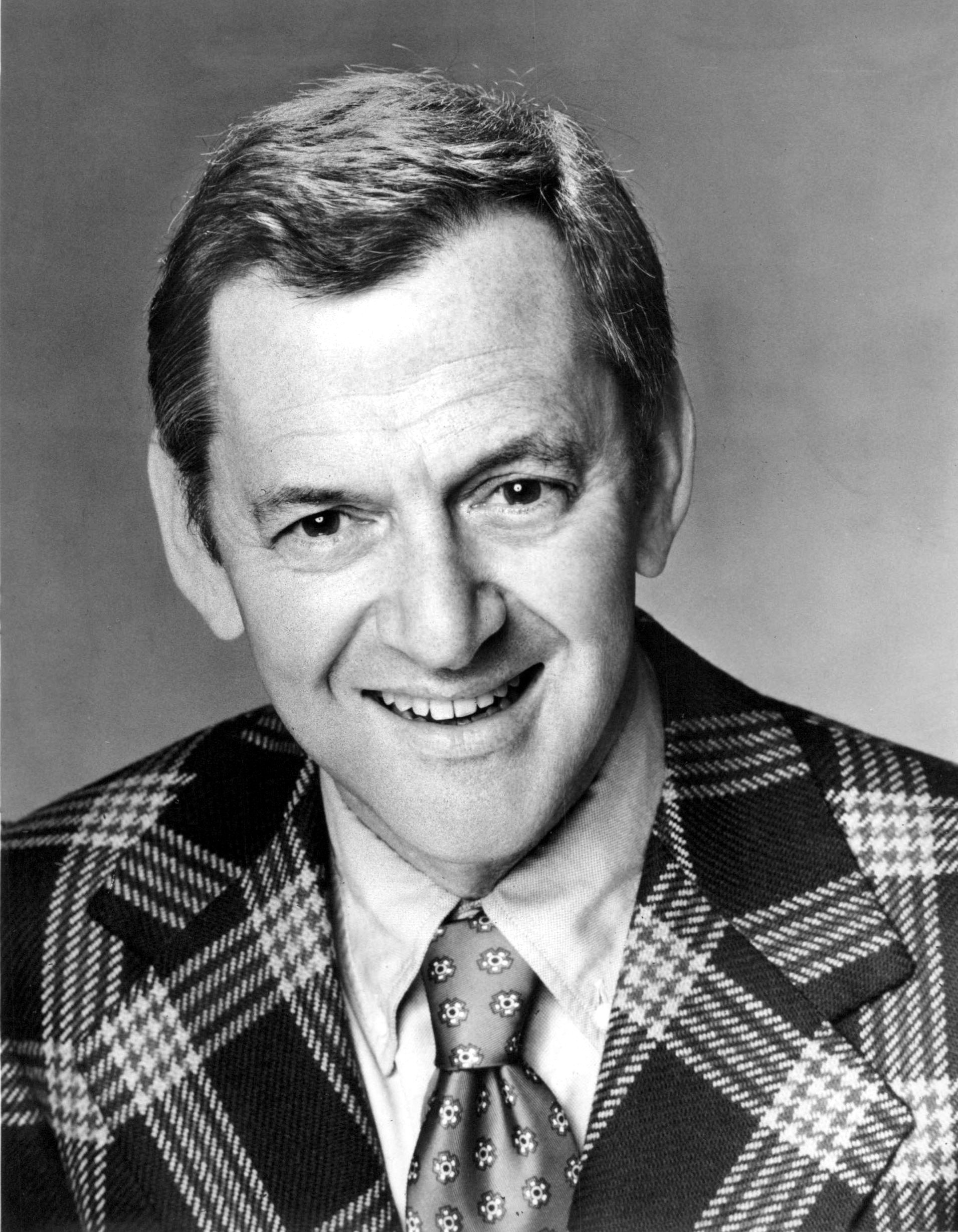
Tony Randall in una foto pubblicitaria della serie.

L'impareggiabile giudice Franklin (The Tony Randall Show) è una serie televisiva statunitense in 44 episodi trasmessi per la prima volta nel corso di 2 stagioni dal 1976 al 1978. È una sitcom incentrata sulle vicende familiari e professionali di un giudice di Filadelfia (Pennsylvania).

## Trama
Walter Franklin è un giudice vedovo di mezza età di Filadelfia. Le sue tribolazioni derivano sia dal suo ruolo di genitore single di due figli adolescenti Oliver e Roberta, sia al suo ruolo professionale. A volte gli impicci provengono anche dal rapporto con la sua governante inglese, Mrs. Bonnie McClellen, i cui piatti sono immangiabili e che rappresenta una frequente fonte di umorismo. Al lavoro, il giudice Franklin deve fare i conti con la sua austera segretaria, Miss Reubner, con lo stenografo Jack Terwilliger e con il cancelliere di corte Mario Lanza. Nella seconda stagione entra in scena il giudice Eleanor Hooper che si pone come la controparte in un intreccio romantico. Altri ruoli meno ricorrenti sono interpretati da Michael Keaton, Annette O'Toole e Michael Durrell. Nella seconda stagione dello show, Devon Scott viene sostituita da Penny Peyser e Hans Conried si unisce al cast nel ruolo del padre irascibile di Walter.

## Personaggi e interpreti
- Giudice Walter Franklin (stagioni 1-2), interpretato da Tony Randall.
- Jack Terwilliger (stagioni 1-2), interpretato da Barney Martin.
- Miss Janet Reubner (stagioni 1-2), interpretata da Allyn Ann McLerie.
- Mrs. Bonnie McClellen (stagioni 1-2), interpretata da Rachel Roberts.
- Oliver Wendell Franklin (stagioni 1-2), interpretato da Brad Savage.
- Roberta Franklin (stagione 1), interpretata da Devon Scott.
- Mario Lanza (stagioni 1-2), interpretato da Zane Lasky.
- Giudice Eleanor Hooper (stagioni 1-2), interpretata da Diana Muldaur.
- Gene Locatelli (stagioni 1-2), interpretato da Michael Durrell.
- Roberta Franklin (stagione 2), interpretata da Penny Peyser.
- Wyatt Franklin (stagione 2), interpretato da Hans Conried.

## Produzione
La serie, ideata da Tom Patchett e Jay Tarses, fu prodotta da MTM Enterprises. Le musiche furono composte da Patrick Williams.

### Registi
Tra i registi della serie sono accreditati:
- Harvey Medlinsky in 12 episodi (1976-1978)
- Tony Mordente in 6 episodi (1977-1978)
- Michael Zinberg in 5 episodi (1976-1978)
- Asaad Kelada in 5 episodi (1977-1978)
- James Burrows in 4 episodi (1976-1977)
- Hugh Wilson in 4 episodi (1976-1977)
- Alan Myerson in 2 episodi (1976)
- Jay Sandrich in 2 episodi (1976)
- John C. Chulay in 2 episodi (1977-1978)

### Sceneggiatori
Tra gli sceneggiatori della serie sono accreditati:
- Tom Patchett in 44 episodi (1976-1978)
- Jay Tarses in 44 episodi (1976-1978)
- Gary David Goldberg in 7 episodi (1976-1978)
- Hugh Wilson in 6 episodi (1976-1978)
- Patricia Jones in 5 episodi (1977-1978)
- Donald Reiker in 5 episodi (1977-1978)
- Earl Pomerantz in 3 episodi (1977)
- David Lloyd in 2 episodi (1976-1977)
- Sy Rosen in 2 episodi (1976-1977)
- David Isaacs in 2 episodi (1977)
- Ken Levine in 2 episodi (1977)

## Distribuzione
La serie fu trasmessa negli Stati Uniti dal 23 settembre 1976 al 25 marzo 1978 sulle reti televisive ABC (prima stagione) e CBS (seconda stagione). In Italia è stata trasmessa su reti locali con il titolo L'impareggiabile giudice Franklin.
Nella primavera del 1989 è stato trasmesso anche su Rai2.
Alcune delle uscite internazionali sono state:
- negli Stati Uniti il 23 settembre 1976 (The Tony Randall Show)
- nei Paesi Bassi l'8 ottobre 1977 (De rechter is linker)
- in Spagna (Las tribulaciones del Juez Franklin)
- in Italia (L'impareggiabile giudice Franklin)

## Episodi
| Stagione         | Episodi | Prima TV USA |
| ---------------- | ------- | ------------ |
| Prima stagione   | 22      | 1976-1977    |
| Seconda stagione | 22      | 1977-1978    |